# Argulus
Argulus is een geslacht van visluizen uit de familie van de Argulidae.

## Soorten
- Argulus africanus Thiele, 1900
- Argulus alexandrensis C. B. Wilson, 1923
- Argulus alosae Gould, 1841
- Argulus amazonicus Malta & Santos-Silva, 1986
- Argulus ambloplites C. B. Wilson, 1920
- Argulus americanus C. B. Wilson, 1902
- Argulus angusticeps Cunnington, 1913
- Argulus annae Schuurmans Stekhoven J.H. Jr, 1951
- Argulus appendiculosus C. B. Wilson, 1907
- Argulus arcassonensis Cuénot, 1912
- Argulus australiensis Byrnes, 1985
- Argulus belones Kampen, 1909
- Argulus bengalensis Ramakrishna, 1951
- Argulus bicolor Bere, 1936
- Argulus boli Tripathi, 1975
- Argulus borealis C. B. Wilson, 1912
- Argulus brachypeltis Fryer, 1959
- Argulus caecus C. B. Wilson, 1922
- Argulus capensis Barnard, 1955
- Argulus carteri Cunnington, 1931
- Argulus catostomi Dana & Herrick, 1837
- Argulus cauveriensis Thomas & Devaraj, 1975
- Argulus chesapeakensis Cressey, 1971
- Argulus chicomendesi Malta & Varella, 2000
- Argulus chilensis Martinez, 1952
- Argulus chinensis Ku & Yang, 1955
- Argulus chromidis Kroyer, 1863
- Argulus coregoni Thorell, 1865
- Argulus cubensis C. B. Wilson, 1936
- Argulus dactylopteri Thorell, 1865
- Argulus dageti Dollfus, 1960
- Argulus dartevellei Brian, 1940
- Argulus diversicolor Byrnes, 1985
- Argulus diversus C. B. Wilson, 1944
- Argulus ellipticaudatus K. N. Wang, 1960
- Argulus elongatus Heller, 1857
- Argulus ernsti Weibezahn & Cobo, 1964
- Argulus exiguus Cunnington, 1913
- Argulus flavescens C. B. Wilson, 1916
- Argulus floridensis Meehan, 1940
- Argulus fluviatilis Thomas & Devaraj, 1975
- Argulus foliaceus (Linnaeus, 1758)
- Argulus fryeri Rushton-Mellor, 1994
- Argulus funduli Krøyer, 1863
- Argulus fuscus Bere, 1936
- Argulus giordanii Brian, 1959
- Argulus gracilis Rushton-Mellor, 1994
- Argulus hylae Lemos de Castro & Gomes-Correa, 1985
- Argulus ichesi Bouvier, 1910
- Argulus incisus Cunnington, 1913
- Argulus indicus Weber, 1892
- Argulus ingens C. B. Wilson, 1912
- Argulus intectus C. B. Wilson, 1944
- Argulus izintwala J. G. Van As & L. L. Van As, 2001
- Argulus japonicus Thiele, 1900
- Argulus jollymani Fryer, 1956
- Argulus juparanensis Lemos de Castro, 1950
- Argulus kosus Avenant-Oldewage, 1994
- Argulus kunmingensis Shen, 1948
- Argulus kusafugu Yamaguti & Yamasu, 1959
- Argulus laticauda S. I. Smith, 1874
- Argulus lepidostei Kellicott, 1877
- Argulus longicaudatus C. B. Wilson, 1944
- Argulus lunatus C. B. Wilson, 1944
- Argulus macropterus Heegaard, 1962
- Argulus maculosus C. B. Wilson, 1902
- Argulus major K. N. Wang, 1960
- Argulus mangalorensis Natarajan, 1982
- Argulus matuii Sikama, 1938
- Argulus meehani Cressey, 1971
- Argulus megalops S. I. Smith, 1874
- Argulus melanostictus C. B. Wilson, 1935
- Argulus melita Beneden, 1891
- Argulus mexicanus Pineda, Paramo & del Rio, 1995
- Argulus mississippiensis C. B. Wilson, 1916
- Argulus mongolianus Tokioka, 1939
- Argulus monodi Fryer, 1959
- Argulus multicolor Schuurmans Stekhoven J.H. Jr, 1937
- Argulus multipocula Barnard, 1955
- Argulus nativus Kirtisinghe, 1959
- Argulus natterei Heller, 1857
- Argulus niger C. B. Wilson, 1902
- Argulus nobilis Thiele, 1904
- Argulus onodai Tokioka, 1936
- Argulus papuensis Rushton-Mellor, 1994
- Argulus paranensis Ringuelet, 1943
- Argulus parsi Tripathi, 1975
- Argulus paulensis C. B. Wilson, 1924
- Argulus personatus Cunnington, 1913
- Argulus pestifer Ringuelet, 1948
- Argulus phoxini Leydig, 1871
- Argulus piperatus C. B. Wilson, 1920
- Argulus pugettensis Dana, 1852
- Argulus puthenveliensis Ramakrishna, 1959
- Argulus quadristriatus Devaraj & Ameer Hamsa, 1977
- Argulus reticulatus C. B. Wilson, 1920
- Argulus rhamdiae C. B. Wilson, 1936
- Argulus rhipidiophorus Monod, 1931
- Argulus rijckmansii Brian, 1940
- Argulus rotundus C. B. Wilson, 1944
- Argulus rubescens Cunnington, 1913
- Argulus rubropunctatus Cunnington, 1913
- Argulus salminei Kroyer, 1863
- Argulus scutiformis Thiele, 1900
- Argulus siamensis C. B. Wilson, 1926
- Argulus smalei Avenant-Oldewage & Oldewage, 1995
- Argulus spinulosus Silva, 1980
- Argulus stizostethii Kellicott, 1880
- Argulus striatus Cunnington, 1913
- Argulus taliensis Shen, 1948
- Argulus tientsinensis Ku & Wang, 1956
- Argulus trachynoti Brian, 1927
- Argulus trilineatus C. B. Wilson, 1904
- Argulus varians Bere, 1936
- Argulus versicolor C. B. Wilson, 1902
- Argulus vierai Pereira-Fonseca, 1939
- Argulus violaceus Thomsen, 1925
- Argulus vittatus (Rafinesque-Schmaltz, 1814)
- Argulus wilsoni Brian, 1940
- Argulus yucatanus Poly, 2005
- Argulus yucatanus Poly, 2004
- Argulus yuii K. N. Wang, 1958
- Argulus yunnanensis Shen, 1948